# Spiroctenus collinus
Spiroctenus collinus är en spindelart som först beskrevs av Pocock 1900.  Spiroctenus collinus ingår i släktet Spiroctenus och familjen Nemesiidae. Inga underarter finns listade i Catalogue of Life.